# بروتين نقل حويصلي

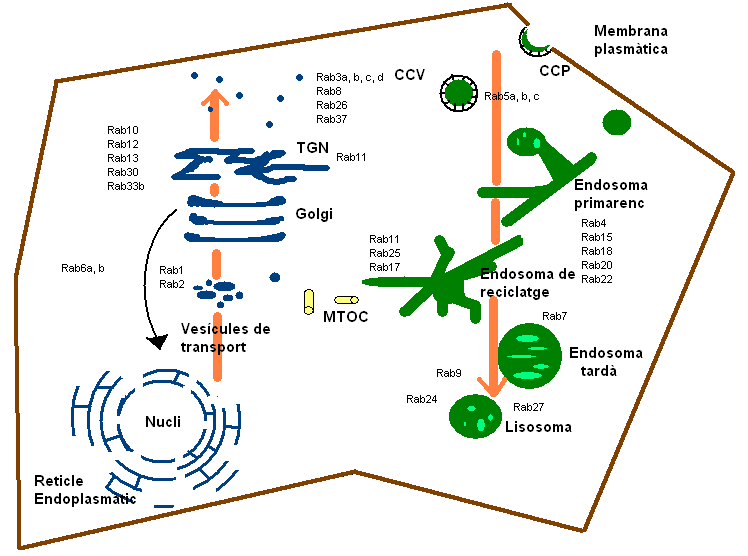
رسم تخطيطي يوضح النقل الحويصلي

بروتين النقل الحويصلي هي بروتينات تشارك في تكوين  مركبات تعمل في نقل الجزيئات من موقع خلوي إلى آخر، وتركز هذه المركبات على انتقال الجزيئات في الحويصلات التي تتبرعم أو تخرج من عضية واحده وتسافر إلى موقع اخر، هناك العديد من الاضرابات البشرية المرتبطه بعيوب في مكونات هذه المركبات، بما في ذلك مرض الزهايمر وأمراض الشلل الرعاشي.
معظم البروتينات المحولة هي بروتينات تحتوي على اربع وحدات غير تساهمية في معقدات البروتين الذي ينتج على الرايبوسوم.

## اختيار جزيئات الشحن
أي جزيئات حمولة يتم دمجها في نوع معين من الحويصلة يعتمد على تفاعلات محددة. بعض هذه التفاعلات تكون مباشرة مع معقدات البروتين الذي ينتج على الرايبوسوم وبعضها بشكل غير مباشر مع «محولات بديلة»، يمكن أن يكون للبروتينات الغشائية تفاعلات مباشرة، في حين أن البروتينات القابلة للذوبان في تجويف العضية المانحة ترتبط بشكل غير مباشر بمجمعات البروتين الذي ينتج على الرايبوسوم. أن الجزيئات التي لا ينبغي إدراجها في الحويصلة تستثنى من التزاوج الجزيئي 
يمكن ان تكون الاشارات  من الأحماض الأمينية في بروتينات الشحن التي تتفاعل مع البروتينات المحولة قصيرة جدًا. على سبيل المثال، أحد الأمثلة المعروفة جيداً هو عِلم الدينتوسين، حيث يتم تتبع بقايا الأحماض الأمينية لليوزين على الفور بواسطة بقايا أخرى من الليوسين أو الأيسولوسين.